# Tritonoturris poppei
Tritonoturris poppei é uma espécie de gastrópode do gênero Tritonoturris, pertencente a família Raphitomidae.